# Tour Down Under 2023
El Tour Down Under 2023 fou la vint-i-tresena edició del Tour Down Under. La cursa es disputà entre el 17 i el 22 de gener de 2023, amb un recorregut de 679,4 km dividits en sis etapes, la primera d'elles una contrarellotge individual. Aquesta fou la prova inaugural de l'UCI World Tour 2023 i es tornà a disputar després de dos anys sense disputar-se per culpa de la pandèmia de COVID-19.
El vencedor final fou l'australià Jay Vine (UAE Team Emirates), que s'imposà per 11 segons al britànic Simon Yates (Jayco AlUla) i per 27 al basc Pello Bilbao (Bahrain Victorious), segon i tercer respectivament.

## Equips participants
Els 18 equips WorldTeam hi prenen part. A banda, l'organització convidà els equips Israel-Premier Tech i UniSA-Australia, per completar un gran grup de 20 equips i 139 ciclistes.
| WorldTeams (18)- AG2R Citroën Team - Alpecin-Deceuninck - Arkéa-Samsic - Astana Qazaqstan Team - Bahrain Victorious - Team Jayco AlUla - Bora-Hansgrohe - Cofidis - Team DSM - Groupama-FDJ - EF Education-EasyPost - Ineos Grenadiers - Intermarché-Circus-Wanty - Movistar Team - Jumbo-Visma - Soudal Quick-Step - Trek-Segafredo - UAE Team Emirates ProTeam- Israel-Premier Tech Equip nacional amb nom de patrocionador- UniSA-Australia |
| |

## Etapes
| Etapa    | Data      | Ciutats d'etapa          | type                      | Distància (km) | Desnivell (m) | Vencedor de l'etapa           | Líder de la general |
| -------- | --------- | ------------------------ | ------------------------- | -------------- | ------------- | ----------------------------- | ------------------- |
| Pròleg   | 17 de gen | Adelaida – Adelaida      | contrarellotge individual | 5,5            | 39 m          | Alberto Bettiol               | Alberto Bettiol     |
| 1a etapa | 18 de gen | Tanunda – Tanunda        | etapa accidentada         | 150,1          | 1.715 m       | Phil Bauhaus                  | Alberto Bettiol     |
| 2a etapa | 19 de gen | Brighton – Victor Harbor | etapa accidentada         | 156            | 1.803 m       | Rohan Dennis                  | Rohan Dennis        |
| 3a etapa | 20 de gen | Norwood – Campbelltown   | etapa de mitja muntanya   | 118,5          | 1.831 m       | Peio Bilbao López de Armentia | Jay Vine            |
| 4a etapa | 21 de gen | Port Willunga – Willunga | etapa accidentada         | 135,3          | 1.103 m       | Bryan Coquard                 | Jay Vine            |
| 5a etapa | 22 de gen | Unley – Mount Lofty      | etapa de mitja muntanya   | 114            | 2.224 m       | Simon Yates                   | Jay Vine            |

### Pròleg
| \| Classificació de l'etapa \| Classificació de l'etapa \| Classificació de l'etapa \| Classificació de l'etapa \| Classificació de l'etapa \| \| Corredor \| Corredor \| Equip \| Temps \| \| \| ------------------------ \| ------------------------ \| ------------------------ \| ------------------------ \| ------------------------ \| \| 1r \| Alberto Bettiol \| EF Education-EasyPost \| 6' 19" \| \| \| 2n \| Magnus Sheffield \| Ineos Grenadiers \| + 8" \| \| \| 3r \| Julius Johansen \| Intermarché-Circus-Wanty \| + 10" \| \| \| 4t \| Kaden Groves \| Alpecin-Deceuninck \| + 11" \| \| \| 5è \| Sam Gaze \| Alpecin-Deceuninck \| + 11" \| \| \| 6è \| Hugo Page \| Intermarché-Circus-Wanty \| + 12" \| \| \| 7è \| Marius Mayrhofer \| Team DSM \| + 13" \| \| \| 8è \| Jannik Steimle \| Soudal Quick-Step \| + 13" \| \| \| 9è \| Jay Vine \| UAE Team Emirates \| + 14" \| \| \| 10è \| Michael Matthews \| Team Jayco AlUla \| + 14" \| \| |                  |                          |        |
| |                  |                          |        |
| Font: ProCyclingStats |                  |                          |        |
| Classificació de l'etapa |                  |                          |        |
| Corredor | Corredor         | Equip                    | Temps  |
| 1r | Alberto Bettiol  | EF Education-EasyPost    | 6' 19" |
| 2n | Magnus Sheffield | Ineos Grenadiers         | + 8"   |
| 3r | Julius Johansen  | Intermarché-Circus-Wanty | + 10"  |
| 4t | Kaden Groves     | Alpecin-Deceuninck       | + 11"  |
| 5è | Sam Gaze         | Alpecin-Deceuninck       | + 11"  |
| 6è | Hugo Page        | Intermarché-Circus-Wanty | + 12"  |
| 7è | Marius Mayrhofer | Team DSM                 | + 13"  |
| 8è | Jannik Steimle   | Soudal Quick-Step        | + 13"  |
| 9è | Jay Vine         | UAE Team Emirates        | + 14"  |
| 10è | Michael Matthews | Team Jayco AlUla         | + 14"  |

| \| Classificació general \| Classificació general \| Classificació general \| Classificació general \| Classificació general \| \| Corredor \| Corredor \| Equip \| Temps \| \| \| --------------------- \| --------------------- \| ------------------------ \| --------------------- \| --------------------- \| \| 1r \| Alberto Bettiol \| EF Education-EasyPost \| 6' 19" \| \| \| 2n \| Magnus Sheffield \| Ineos Grenadiers \| + 8" \| \| \| 3r \| Julius Johansen \| Intermarché-Circus-Wanty \| + 10" \| \| \| 4t \| Kaden Groves \| Alpecin-Deceuninck \| + 11" \| \| \| 5è \| Sam Gaze \| Alpecin-Deceuninck \| + 11" \| \| \| 6è \| Hugo Page \| Intermarché-Circus-Wanty \| + 12" \| \| \| 7è \| Marius Mayrhofer \| Team DSM \| + 13" \| \| \| 8è \| Jannik Steimle \| Soudal Quick-Step \| + 13" \| \| \| 9è \| Jay Vine \| UAE Team Emirates \| + 14" \| \| \| 10è \| Michael Matthews \| Team Jayco AlUla \| + 14" \| \| |                  |                          |        |
| |                  |                          |        |
| Font: ProCyclingStats |                  |                          |        |
| Classificació general |                  |                          |        |
| Corredor | Corredor         | Equip                    | Temps  |
| 1r | Alberto Bettiol  | EF Education-EasyPost    | 6' 19" |
| 2n | Magnus Sheffield | Ineos Grenadiers         | + 8"   |
| 3r | Julius Johansen  | Intermarché-Circus-Wanty | + 10"  |
| 4t | Kaden Groves     | Alpecin-Deceuninck       | + 11"  |
| 5è | Sam Gaze         | Alpecin-Deceuninck       | + 11"  |
| 6è | Hugo Page        | Intermarché-Circus-Wanty | + 12"  |
| 7è | Marius Mayrhofer | Team DSM                 | + 13"  |
| 8è | Jannik Steimle   | Soudal Quick-Step        | + 13"  |
| 9è | Jay Vine         | UAE Team Emirates        | + 14"  |
| 10è | Michael Matthews | Team Jayco AlUla         | + 14"  |

### 1a etapa
| \| Classificació de l'etapa \| Classificació de l'etapa \| Classificació de l'etapa \| Classificació de l'etapa \| Classificació de l'etapa \| \| Corredor \| Corredor \| Equip \| Temps \| \| \| ------------------------ \| ------------------------ \| ------------------------ \| ------------------------ \| ------------------------ \| \| 1r \| Phil Bauhaus \| Bahrain Victorious \| 3h 37' 35" \| \| \| 2n \| Caleb Ewan \| UniSA-Australia \| + 0" \| \| \| 3r \| Michael Matthews \| Team Jayco AlUla \| + 0" \| \| \| 4t \| Alessandro Covi \| UAE Team Emirates \| + 0" \| \| \| 5è \| Paul Penhoët \| Groupama-FDJ \| + 0" \| \| \| 6è \| Emīls Liepiņš \| Trek-Segafredo \| + 0" \| \| \| 7è \| Hugo Page \| Intermarché-Circus-Wanty \| + 0" \| \| \| 8è \| Hugo Hofstetter \| Arkéa-Samsic \| + 0" \| \| \| 9è \| Taj Jones \| Israel-Premier Tech \| + 0" \| \| \| 10è \| Gerben Thijssen \| Intermarché-Circus-Wanty \| + 0" \| \| |                  |                          |            |
| |                  |                          |            |
| Font: ProCyclingStats |                  |                          |            |
| Classificació de l'etapa |                  |                          |            |
| Corredor | Corredor         | Equip                    | Temps      |
| 1r | Phil Bauhaus     | Bahrain Victorious       | 3h 37' 35" |
| 2n | Caleb Ewan       | UniSA-Australia          | + 0"       |
| 3r | Michael Matthews | Team Jayco AlUla         | + 0"       |
| 4t | Alessandro Covi  | UAE Team Emirates        | + 0"       |
| 5è | Paul Penhoët     | Groupama-FDJ             | + 0"       |
| 6è | Emīls Liepiņš    | Trek-Segafredo           | + 0"       |
| 7è | Hugo Page        | Intermarché-Circus-Wanty | + 0"       |
| 8è | Hugo Hofstetter  | Arkéa-Samsic             | + 0"       |
| 9è | Taj Jones        | Israel-Premier Tech      | + 0"       |
| 10è | Gerben Thijssen  | Intermarché-Circus-Wanty | + 0"       |

| \| Classificació general \| Classificació general \| Classificació general \| Classificació general \| Classificació general \| \| Corredor \| Corredor \| Equip \| Temps \| \| \| --------------------- \| --------------------- \| ------------------------ \| --------------------- \| --------------------- \| \| 1r \| Alberto Bettiol \| EF Education-EasyPost \| 3h 43' 54" \| \| \| 2n \| Michael Matthews \| Team Jayco AlUla \| + 6" \| \| \| 3r \| Magnus Sheffield \| Ineos Grenadiers \| + 8" \| \| \| 4t \| Julius Johansen \| Intermarché-Circus-Wanty \| + 10" \| \| \| 5è \| Kaden Groves \| Alpecin-Deceuninck \| + 11" \| \| \| 6è \| Sam Gaze \| Alpecin-Deceuninck \| + 11" \| \| \| 7è \| Hugo Page \| Intermarché-Circus-Wanty \| + 12" \| \| \| 8è \| Marius Mayrhofer \| Team DSM \| + 13" \| \| \| 9è \| Corbin Strong \| Israel-Premier Tech \| + 13" \| \| \| 10è \| Jannik Steimle \| Soudal Quick-Step \| + 13" \| \| |                  |                          |            |
| |                  |                          |            |
| Font: ProCyclingStats |                  |                          |            |
| Classificació general |                  |                          |            |
| Corredor | Corredor         | Equip                    | Temps      |
| 1r | Alberto Bettiol  | EF Education-EasyPost    | 3h 43' 54" |
| 2n | Michael Matthews | Team Jayco AlUla         | + 6"       |
| 3r | Magnus Sheffield | Ineos Grenadiers         | + 8"       |
| 4t | Julius Johansen  | Intermarché-Circus-Wanty | + 10"      |
| 5è | Kaden Groves     | Alpecin-Deceuninck       | + 11"      |
| 6è | Sam Gaze         | Alpecin-Deceuninck       | + 11"      |
| 7è | Hugo Page        | Intermarché-Circus-Wanty | + 12"      |
| 8è | Marius Mayrhofer | Team DSM                 | + 13"      |
| 9è | Corbin Strong    | Israel-Premier Tech      | + 13"      |
| 10è | Jannik Steimle   | Soudal Quick-Step        | + 13"      |

### 2a etapa
| \| Classificació de l'etapa \| Classificació de l'etapa \| Classificació de l'etapa \| Classificació de l'etapa \| Classificació de l'etapa \| \| Corredor \| Corredor \| Equip \| Temps \| \| \| ------------------------ \| ------------------------ \| ------------------------ \| ------------------------ \| ------------------------ \| \| 1r \| Rohan Dennis \| Jumbo-Visma \| 4h 00' 40" \| \| \| 2n \| Jay Vine \| UAE Team Emirates \| + 2" \| \| \| 3r \| Mauro Schmid \| Soudal Quick-Step \| + 2" \| \| \| 4t \| Simon Yates \| Team Jayco AlUla \| + 2" \| \| \| 5è \| Jai Hindley \| Bora-Hansgrohe \| + 5" \| \| \| 6è \| Caleb Ewan \| Lotto Dstny \| + 11" \| \| \| 7è \| Emīls Liepiņš \| Trek-Segafredo \| + 11" \| \| \| 8è \| Corbin Strong \| Israel-Premier Tech \| + 11" \| \| \| 9è \| Kaden Groves \| Alpecin-Deceuninck \| + 11" \| \| \| 10è \| Paul Penhoët \| Groupama-FDJ \| + 11" \| \| |               |                     |            |
| |               |                     |            |
| Font: ProCyclingStats |               |                     |            |
| Classificació de l'etapa |               |                     |            |
| Corredor | Corredor      | Equip               | Temps      |
| 1r | Rohan Dennis  | Jumbo-Visma         | 4h 00' 40" |
| 2n | Jay Vine      | UAE Team Emirates   | + 2"       |
| 3r | Mauro Schmid  | Soudal Quick-Step   | + 2"       |
| 4t | Simon Yates   | Team Jayco AlUla    | + 2"       |
| 5è | Jai Hindley   | Bora-Hansgrohe      | + 5"       |
| 6è | Caleb Ewan    | Lotto Dstny         | + 11"      |
| 7è | Emīls Liepiņš | Trek-Segafredo      | + 11"      |
| 8è | Corbin Strong | Israel-Premier Tech | + 11"      |
| 9è | Kaden Groves  | Alpecin-Deceuninck  | + 11"      |
| 10è | Paul Penhoët  | Groupama-FDJ        | + 11"      |

| \| Classificació general \| Classificació general \| Classificació general \| Classificació general \| Classificació general \| \| Corredor \| Corredor \| Equip \| Temps \| \| \| --------------------- \| --------------------- \| ------------------------ \| --------------------- \| --------------------- \| \| 1r \| Rohan Dennis \| Jumbo-Visma \| 7h 44' 41" \| \| \| 2n \| Jay Vine \| UAE Team Emirates \| + 3" \| \| \| 3r \| Magnus Sheffield \| Ineos Grenadiers \| + 12" \| \| \| 4t \| Mauro Schmid \| Soudal Quick-Step \| + 13" \| \| \| 5è \| Corbin Strong \| Israel-Premier Tech \| + 14" \| \| \| 6è \| Hugo Page \| Intermarché-Circus-Wanty \| + 14" \| \| \| 7è \| Kaden Groves \| Alpecin-Deceuninck \| + 15" \| \| \| 8è \| Marius Mayrhofer \| Team DSM \| + 17" \| \| \| 9è \| Nikias Arndt \| Bahrain Victorious \| + 19" \| \| \| 10è \| Miles Scotson \| Groupama-FDJ \| + 20" \| \| |                  |                          |            |
| |                  |                          |            |
| Font: ProCyclingStats |                  |                          |            |
| Classificació general |                  |                          |            |
| Corredor | Corredor         | Equip                    | Temps      |
| 1r | Rohan Dennis     | Jumbo-Visma              | 7h 44' 41" |
| 2n | Jay Vine         | UAE Team Emirates        | + 3"       |
| 3r | Magnus Sheffield | Ineos Grenadiers         | + 12"      |
| 4t | Mauro Schmid     | Soudal Quick-Step        | + 13"      |
| 5è | Corbin Strong    | Israel-Premier Tech      | + 14"      |
| 6è | Hugo Page        | Intermarché-Circus-Wanty | + 14"      |
| 7è | Kaden Groves     | Alpecin-Deceuninck       | + 15"      |
| 8è | Marius Mayrhofer | Team DSM                 | + 17"      |
| 9è | Nikias Arndt     | Bahrain Victorious       | + 19"      |
| 10è | Miles Scotson    | Groupama-FDJ             | + 20"      |

### 3a etapa
| \| Classificació de l'etapa \| Classificació de l'etapa \| Classificació de l'etapa \| Classificació de l'etapa \| Classificació de l'etapa \| \| Corredor \| Corredor \| Equip \| Temps \| \| \| ------------------------ \| ----------------------------- \| ------------------------ \| ------------------------ \| ------------------------ \| \| 1r \| Peio Bilbao López de Armentia \| Bahrain Victorious \| 2h 48' 10" \| \| \| 2n \| Simon Yates \| Team Jayco AlUla \| + 0" \| \| \| 3r \| Jay Vine \| UAE Team Emirates \| + 0" \| \| \| 4t \| Michael Matthews \| Team Jayco AlUla \| + 28" \| \| \| 5è \| Sven Erik Bystrøm \| Intermarché-Circus-Wanty \| + 28" \| \| \| 6è \| Natnael Tesfatsion \| Trek-Segafredo \| + 28" \| \| \| 7è \| Antonio Tiberi \| Trek-Segafredo \| + 28" \| \| \| 8è \| Milan Vader \| Jumbo-Visma \| + 28" \| \| \| 9è \| Ben O'Connor \| AG2R Citroën Team \| + 28" \| \| \| 10è \| Ethan Hayter \| Ineos Grenadiers \| + 28" \| \| |                               |                          |            |
| |                               |                          |            |
| Font: ProCyclingStats |                               |                          |            |
| Classificació de l'etapa |                               |                          |            |
| Corredor | Corredor                      | Equip                    | Temps      |
| 1r | Peio Bilbao López de Armentia | Bahrain Victorious       | 2h 48' 10" |
| 2n | Simon Yates                   | Team Jayco AlUla         | + 0"       |
| 3r | Jay Vine                      | UAE Team Emirates        | + 0"       |
| 4t | Michael Matthews              | Team Jayco AlUla         | + 28"      |
| 5è | Sven Erik Bystrøm             | Intermarché-Circus-Wanty | + 28"      |
| 6è | Natnael Tesfatsion            | Trek-Segafredo           | + 28"      |
| 7è | Antonio Tiberi                | Trek-Segafredo           | + 28"      |
| 8è | Milan Vader                   | Jumbo-Visma              | + 28"      |
| 9è | Ben O'Connor                  | AG2R Citroën Team        | + 28"      |
| 10è | Ethan Hayter                  | Ineos Grenadiers         | + 28"      |

| \| Classificació general \| Classificació general \| Classificació general \| Classificació general \| Classificació general \| \| Corredor \| Corredor \| Equip \| Temps \| \| \| --------------------- \| ----------------------------- \| ------------------------ \| --------------------- \| --------------------- \| \| 1r \| Jay Vine \| UAE Team Emirates \| 10h 32' 50" \| \| \| 2n \| Peio Bilbao López de Armentia \| Bahrain Victorious \| + 15" \| \| \| 3r \| Simon Yates \| Team Jayco AlUla \| + 16" \| \| \| 4t \| Magnus Sheffield \| Ineos Grenadiers \| + 45" \| \| \| 5è \| Mauro Schmid \| Soudal Quick-Step \| + 46" \| \| \| 6è \| Ethan Hayter \| Ineos Grenadiers \| + 50" \| \| \| 7è \| Sven Erik Bystrøm \| Intermarché-Circus-Wanty \| + 54" \| \| \| 8è \| Antonio Tiberi \| Trek-Segafredo \| + 58" \| \| \| 9è \| Ben O'Connor \| AG2R Citroën Team \| + 1' 00" \| \| \| 10è \| Gorka Izagirre Insausti \| Movistar Team \| + 1' 01" \| \| |                               |                          |             |
| |                               |                          |             |
| Font: ProCyclingStats |                               |                          |             |
| Classificació general |                               |                          |             |
| Corredor | Corredor                      | Equip                    | Temps       |
| 1r | Jay Vine                      | UAE Team Emirates        | 10h 32' 50" |
| 2n | Peio Bilbao López de Armentia | Bahrain Victorious       | + 15"       |
| 3r | Simon Yates                   | Team Jayco AlUla         | + 16"       |
| 4t | Magnus Sheffield              | Ineos Grenadiers         | + 45"       |
| 5è | Mauro Schmid                  | Soudal Quick-Step        | + 46"       |
| 6è | Ethan Hayter                  | Ineos Grenadiers         | + 50"       |
| 7è | Sven Erik Bystrøm             | Intermarché-Circus-Wanty | + 54"       |
| 8è | Antonio Tiberi                | Trek-Segafredo           | + 58"       |
| 9è | Ben O'Connor                  | AG2R Citroën Team        | + 1' 00"    |
| 10è | Gorka Izagirre Insausti       | Movistar Team            | + 1' 01"    |

### 4a etapa
| \| Classificació de l'etapa \| Classificació de l'etapa \| Classificació de l'etapa \| Classificació de l'etapa \| Classificació de l'etapa \| \| Corredor \| Corredor \| Equip \| Temps \| \| \| ------------------------ \| ------------------------ \| ------------------------ \| ------------------------ \| ------------------------ \| \| 1r \| Bryan Coquard \| Cofidis \| 2h 53' 41" \| \| \| 2n \| Alberto Bettiol \| EF Education-EasyPost \| + 0" \| \| \| 3r \| Hugo Page \| Intermarché-Circus-Wanty \| + 0" \| \| \| 4t \| Paul Penhoët \| Groupama-FDJ \| + 0" \| \| \| 5è \| Corbin Strong \| Israel-Premier Tech \| + 0" \| \| \| 6è \| Michael Matthews \| Team Jayco AlUla \| + 0" \| \| \| 7è \| Dorian Godon \| AG2R Citroën Team \| + 0" \| \| \| 8è \| Marius Mayrhofer \| Team DSM \| + 0" \| \| \| 9è \| Kim Heiduk \| Ineos Grenadiers \| + 0" \| \| \| 10è \| Caleb Ewan \| UniSA-Australia \| + 0" \| \| |                  |                          |            |
| |                  |                          |            |
| Font: ProCyclingStats |                  |                          |            |
| Classificació de l'etapa |                  |                          |            |
| Corredor | Corredor         | Equip                    | Temps      |
| 1r | Bryan Coquard    | Cofidis                  | 2h 53' 41" |
| 2n | Alberto Bettiol  | EF Education-EasyPost    | + 0"       |
| 3r | Hugo Page        | Intermarché-Circus-Wanty | + 0"       |
| 4t | Paul Penhoët     | Groupama-FDJ             | + 0"       |
| 5è | Corbin Strong    | Israel-Premier Tech      | + 0"       |
| 6è | Michael Matthews | Team Jayco AlUla         | + 0"       |
| 7è | Dorian Godon     | AG2R Citroën Team        | + 0"       |
| 8è | Marius Mayrhofer | Team DSM                 | + 0"       |
| 9è | Kim Heiduk       | Ineos Grenadiers         | + 0"       |
| 10è | Caleb Ewan       | UniSA-Australia          | + 0"       |

| \| Classificació general \| Classificació general \| Classificació general \| Classificació general \| Classificació general \| \| Corredor \| Corredor \| Equip \| Temps \| \| \| --------------------- \| ----------------------------- \| ------------------------ \| --------------------- \| --------------------- \| \| 1r \| Jay Vine \| UAE Team Emirates \| + 13h 26' 31" \| \| \| 2n \| Simon Yates \| Team Jayco AlUla \| + 15" \| \| \| 3r \| Peio Bilbao López de Armentia \| Bahrain Victorious \| + 15" \| \| \| 4t \| Magnus Sheffield \| Ineos Grenadiers \| + 45" \| \| \| 5è \| Mauro Schmid \| Soudal Quick-Step \| + 46" \| \| \| 6è \| Ethan Hayter \| Ineos Grenadiers \| + 50" \| \| \| 7è \| Sven Erik Bystrøm \| Intermarché-Circus-Wanty \| + 54" \| \| \| 8è \| Hugo Page \| Intermarché-Circus-Wanty \| + 56" \| \| \| 9è \| Antonio Tiberi \| Trek-Segafredo \| + 58" \| \| \| 10è \| Ben O'Connor \| AG2R Citroën Team \| + 1' 00" \| \| |                               |                          |               |
| |                               |                          |               |
| Font: ProCyclingStats |                               |                          |               |
| Classificació general |                               |                          |               |
| Corredor | Corredor                      | Equip                    | Temps         |
| 1r | Jay Vine                      | UAE Team Emirates        | + 13h 26' 31" |
| 2n | Simon Yates                   | Team Jayco AlUla         | + 15"         |
| 3r | Peio Bilbao López de Armentia | Bahrain Victorious       | + 15"         |
| 4t | Magnus Sheffield              | Ineos Grenadiers         | + 45"         |
| 5è | Mauro Schmid                  | Soudal Quick-Step        | + 46"         |
| 6è | Ethan Hayter                  | Ineos Grenadiers         | + 50"         |
| 7è | Sven Erik Bystrøm             | Intermarché-Circus-Wanty | + 54"         |
| 8è | Hugo Page                     | Intermarché-Circus-Wanty | + 56"         |
| 9è | Antonio Tiberi                | Trek-Segafredo           | + 58"         |
| 10è | Ben O'Connor                  | AG2R Citroën Team        | + 1' 00"      |

### 5a etapa
| \| Classificació de l'etapa \| Classificació de l'etapa \| Classificació de l'etapa \| Classificació de l'etapa \| Classificació de l'etapa \| \| Corredor \| Corredor \| Equip \| Temps \| \| \| ------------------------ \| ----------------------------- \| ------------------------ \| ------------------------ \| ------------------------ \| \| 1r \| Simon Yates \| Team Jayco AlUla \| 2h 41' 16" \| \| \| 2n \| Jay Vine \| UAE Team Emirates \| + 0" \| \| \| 3r \| Ben O'Connor \| AG2R Citroën Team \| + 2" \| \| \| 4t \| Antonio Tiberi \| Trek-Segafredo \| + 3" \| \| \| 5è \| Sven Erik Bystrøm \| Intermarché-Circus-Wanty \| + 6" \| \| \| 6è \| Jai Hindley \| Bora-Hansgrohe \| + 6" \| \| \| 7è \| Peio Bilbao López de Armentia \| Bahrain Victorious \| + 6" \| \| \| 8è \| Giovanni Aleotti \| Bora-Hansgrohe \| + 6" \| \| \| 9è \| Magnus Sheffield \| Ineos Grenadiers \| + 6" \| \| \| 10è \| Mauro Schmid \| Soudal Quick-Step \| + 6" \| \| |                               |                          |            |
| |                               |                          |            |
| Font: ProCyclingStats |                               |                          |            |
| Classificació de l'etapa |                               |                          |            |
| Corredor | Corredor                      | Equip                    | Temps      |
| 1r | Simon Yates                   | Team Jayco AlUla         | 2h 41' 16" |
| 2n | Jay Vine                      | UAE Team Emirates        | + 0"       |
| 3r | Ben O'Connor                  | AG2R Citroën Team        | + 2"       |
| 4t | Antonio Tiberi                | Trek-Segafredo           | + 3"       |
| 5è | Sven Erik Bystrøm             | Intermarché-Circus-Wanty | + 6"       |
| 6è | Jai Hindley                   | Bora-Hansgrohe           | + 6"       |
| 7è | Peio Bilbao López de Armentia | Bahrain Victorious       | + 6"       |
| 8è | Giovanni Aleotti              | Bora-Hansgrohe           | + 6"       |
| 9è | Magnus Sheffield              | Ineos Grenadiers         | + 6"       |
| 10è | Mauro Schmid                  | Soudal Quick-Step        | + 6"       |

## Classificacions finals

### Classificació general
| \| Classificació general \| Classificació general \| Classificació general \| Classificació general \| Classificació general \| \| Corredor \| Corredor \| Equip \| Temps \| \| \| --------------------- \| ----------------------------- \| ------------------------ \| --------------------- \| --------------------- \| \| 1r \| Jay Vine \| UAE Team Emirates \| 16h 07' 41" \| \| \| 2n \| Simon Yates \| Team Jayco AlUla \| + 11" \| \| \| 3r \| Peio Bilbao López de Armentia \| Bahrain Victorious \| + 27" \| \| \| 4t \| Magnus Sheffield \| Ineos Grenadiers \| + 57" \| \| \| 5è \| Mauro Schmid \| Soudal Quick-Step \| + 58" \| \| \| 6è \| Ben O'Connor \| AG2R Citroën Team \| + 1' 04" \| \| \| 7è \| Sven Erik Bystrøm \| Intermarché-Circus-Wanty \| + 1' 06" \| \| \| 8è \| Antonio Tiberi \| Trek-Segafredo \| + 1' 07" \| \| \| 9è \| Gorka Izagirre Insausti \| Movistar Team \| + 1' 13" \| \| \| 10è \| Bryan Coquard \| Cofidis \| + 1' 13" \| \| \| 11è \| Marc Hirschi \| UAE Team Emirates \| + 1' 13" \| \| \| 12è \| Rudy Molard \| Groupama-FDJ \| + 1' 16" \| \| \| 13è \| Sebastian Berwick \| Israel-Premier Tech \| + 1' 17" \| \| \| 14è \| Natnael Tesfatsion \| Trek-Segafredo \| + 1' 18" \| \| \| 15è \| George Bennett \| UAE Team Emirates \| + 1' 20" \| \| \| 16è \| Jai Hindley \| Bora-Hansgrohe \| + 1' 23" \| \| \| 17è \| Giovanni Aleotti \| Bora-Hansgrohe \| + 1' 44" \| \| \| 18è \| Ethan Hayter \| Ineos Grenadiers \| + 1' 45" \| \| \| 19è \| Hugo Page \| Intermarché-Circus-Wanty \| + 1' 51" \| \| \| 20è \| Élie Gesbert \| Arkéa-Samsic \| + 2' 14" \| \| |                               |                          |             |
| |                               |                          |             |
| Font: ProCyclingStats |                               |                          |             |
| Classificació general |                               |                          |             |
| Corredor | Corredor                      | Equip                    | Temps       |
| 1r | Jay Vine                      | UAE Team Emirates        | 16h 07' 41" |
| 2n | Simon Yates                   | Team Jayco AlUla         | + 11"       |
| 3r | Peio Bilbao López de Armentia | Bahrain Victorious       | + 27"       |
| 4t | Magnus Sheffield              | Ineos Grenadiers         | + 57"       |
| 5è | Mauro Schmid                  | Soudal Quick-Step        | + 58"       |
| 6è | Ben O'Connor                  | AG2R Citroën Team        | + 1' 04"    |
| 7è | Sven Erik Bystrøm             | Intermarché-Circus-Wanty | + 1' 06"    |
| 8è | Antonio Tiberi                | Trek-Segafredo           | + 1' 07"    |
| 9è | Gorka Izagirre Insausti       | Movistar Team            | + 1' 13"    |
| 10è | Bryan Coquard                 | Cofidis                  | + 1' 13"    |
| 11è | Marc Hirschi                  | UAE Team Emirates        | + 1' 13"    |
| 12è | Rudy Molard                   | Groupama-FDJ             | + 1' 16"    |
| 13è | Sebastian Berwick             | Israel-Premier Tech      | + 1' 17"    |
| 14è | Natnael Tesfatsion            | Trek-Segafredo           | + 1' 18"    |
| 15è | George Bennett                | UAE Team Emirates        | + 1' 20"    |
| 16è | Jai Hindley                   | Bora-Hansgrohe           | + 1' 23"    |
| 17è | Giovanni Aleotti              | Bora-Hansgrohe           | + 1' 44"    |
| 18è | Ethan Hayter                  | Ineos Grenadiers         | + 1' 45"    |
| 19è | Hugo Page                     | Intermarché-Circus-Wanty | + 1' 51"    |
| 20è | Élie Gesbert                  | Arkéa-Samsic             | + 2' 14"    |

### Classificacions secundàries
| Classificació de la muntanya | Classificació de la muntanya | Classificació de la muntanya | Classificació de la muntanya | Classificació de la muntanya |
| Corredor                     | Corredor                     | Equip                        | Punts                        |                              |
| ---------------------------- | ---------------------------- | ---------------------------- | ---------------------------- | ---------------------------- |
| 1r                           | Mikkel Frølich Honoré        | EF Education-EasyPost        | 21 pts                       |                              |
| 2n                           | Jay Vine                     | UAE Team Emirates            | 20 pts                       |                              |
| 3r                           | Simon Yates                  | Team Jayco AlUla             | 18 pts                       |                              |
| 4t                           | Fabio Felline                | Astana Qazaqstan Team        | 11 pts                       |                              |
| 5è                           | Kim Heiduk                   | Ineos Grenadiers             | 10 pts                       |                              |
| 6è                           | Johan Jacobs                 | Movistar Team                | 10 pts                       |                              |
| 7è                           | Lucas Plapp                  | Ineos Grenadiers             | 10 pts                       |                              |
| 8è                           | Alessandro Covi              | UAE Team Emirates            | 8 pts                        |                              |
| 9è                           | Matthew Dinham               | Team DSM                     | 8 pts                        |                              |
| 10è                          | Dmitri Grúzdev               | Astana Qazaqstan Team        | 7 pts                        |                              |

| Classificació de la muntanya | Classificació de la muntanya | Classificació de la muntanya | Classificació de la muntanya | Classificació de la muntanya |
| Corredor                     | Corredor                     | Equip                        | Punts                        |                              |
| ---------------------------- | ---------------------------- | ---------------------------- | ---------------------------- | ---------------------------- |
| 1r                           | Mikkel Frølich Honoré        | EF Education-EasyPost        | 21 pts                       |                              |
| 2n                           | Jay Vine                     | UAE Team Emirates            | 20 pts                       |                              |
| 3r                           | Simon Yates                  | Team Jayco AlUla             | 18 pts                       |                              |
| 4t                           | Fabio Felline                | Astana Qazaqstan Team        | 11 pts                       |                              |
| 5è                           | Kim Heiduk                   | Ineos Grenadiers             | 10 pts                       |                              |
| 6è                           | Johan Jacobs                 | Movistar Team                | 10 pts                       |                              |
| 7è                           | Lucas Plapp                  | Ineos Grenadiers             | 10 pts                       |                              |
| 8è                           | Alessandro Covi              | UAE Team Emirates            | 8 pts                        |                              |
| 9è                           | Matthew Dinham               | Team DSM                     | 8 pts                        |                              |
| 10è                          | Dmitri Grúzdev               | Astana Qazaqstan Team        | 7 pts                        |                              |

| Classificació per punts | Classificació per punts | Classificació per punts  | Classificació per punts | Classificació per punts |
| Corredor                | Corredor                | Equip                    | Punts                   |                         |
| ----------------------- | ----------------------- | ------------------------ | ----------------------- | ----------------------- |
| 1r                      | Michael Matthews        | Team Jayco AlUla         | 61 pts                  |                         |
| 2n                      | Simon Yates             | Team Jayco AlUla         | 57 pts                  |                         |
| 3r                      | Jay Vine                | UAE Team Emirates        | 57 pts                  |                         |
| 4t                      | Caleb Ewan              | Lotto Dstny              | 47 pts                  |                         |
| 5è                      | Paul Penhoët            | Groupama-FDJ             | 43 pts                  |                         |
| 6è                      | Hugo Page               | Intermarché-Circus-Wanty | 40 pts                  |                         |
| 7è                      | Bryan Coquard           | Cofidis                  | 37 pts                  |                         |
| 8è                      | Corbin Strong           | Israel-Premier Tech      | 34 pts                  |                         |
| 9è                      | Rohan Dennis            | Jumbo-Visma              | 30 pts                  |                         |
| 10è                     | Phil Bauhaus            | Bahrain Victorious       | 30 pts                  |                         |

| Classificació per punts | Classificació per punts | Classificació per punts  | Classificació per punts | Classificació per punts |
| Corredor                | Corredor                | Equip                    | Punts                   |                         |
| ----------------------- | ----------------------- | ------------------------ | ----------------------- | ----------------------- |
| 1r                      | Michael Matthews        | Team Jayco AlUla         | 61 pts                  |                         |
| 2n                      | Simon Yates             | Team Jayco AlUla         | 57 pts                  |                         |
| 3r                      | Jay Vine                | UAE Team Emirates        | 57 pts                  |                         |
| 4t                      | Caleb Ewan              | Lotto Dstny              | 47 pts                  |                         |
| 5è                      | Paul Penhoët            | Groupama-FDJ             | 43 pts                  |                         |
| 6è                      | Hugo Page               | Intermarché-Circus-Wanty | 40 pts                  |                         |
| 7è                      | Bryan Coquard           | Cofidis                  | 37 pts                  |                         |
| 8è                      | Corbin Strong           | Israel-Premier Tech      | 34 pts                  |                         |
| 9è                      | Rohan Dennis            | Jumbo-Visma              | 30 pts                  |                         |
| 10è                     | Phil Bauhaus            | Bahrain Victorious       | 30 pts                  |                         |

| Classificació del millor jove | Classificació del millor jove | Classificació del millor jove | Classificació del millor jove | Classificació del millor jove |
| Corredor                      | Corredor                      | Equip                         | Temps                         |                               |
| ----------------------------- | ----------------------------- | ----------------------------- | ----------------------------- | ----------------------------- |
| 1r                            | Magnus Sheffield              | Ineos Grenadiers              | 16h 08' 38"                   |                               |
| 2n                            | Antonio Tiberi                | Trek-Segafredo                | + 10"                         |                               |
| 3r                            | Hugo Page                     | Intermarché-Circus-Wanty      | + 54"                         |                               |
| 4t                            | Reuben Thompson               | Groupama-FDJ                  | + 1' 32"                      |                               |
| 5è                            | Alex Baudin                   | AG2R Citroën Team             | + 1' 54"                      |                               |
| 6è                            | Paul Penhoët                  | Groupama-FDJ                  | + 3' 24"                      |                               |
| 7è                            | Iván Romeo Abad               | Movistar Team                 | + 6' 55"                      |                               |
| 8è                            | Leo Hayter                    | Ineos Grenadiers              | + 10' 14"                     |                               |
| 9è                            | Alessandro Verre              | Arkéa-Samsic                  | + 18' 59"                     |                               |
| 10è                           | Finn Fisher-Black             | UAE Team Emirates             | + 24' 25"                     |                               |

| Classificació del millor jove | Classificació del millor jove | Classificació del millor jove | Classificació del millor jove | Classificació del millor jove |
| Corredor                      | Corredor                      | Equip                         | Temps                         |                               |
| ----------------------------- | ----------------------------- | ----------------------------- | ----------------------------- | ----------------------------- |
| 1r                            | Magnus Sheffield              | Ineos Grenadiers              | 16h 08' 38"                   |                               |
| 2n                            | Antonio Tiberi                | Trek-Segafredo                | + 10"                         |                               |
| 3r                            | Hugo Page                     | Intermarché-Circus-Wanty      | + 54"                         |                               |
| 4t                            | Reuben Thompson               | Groupama-FDJ                  | + 1' 32"                      |                               |
| 5è                            | Alex Baudin                   | AG2R Citroën Team             | + 1' 54"                      |                               |
| 6è                            | Paul Penhoët                  | Groupama-FDJ                  | + 3' 24"                      |                               |
| 7è                            | Iván Romeo Abad               | Movistar Team                 | + 6' 55"                      |                               |
| 8è                            | Leo Hayter                    | Ineos Grenadiers              | + 10' 14"                     |                               |
| 9è                            | Alessandro Verre              | Arkéa-Samsic                  | + 18' 59"                     |                               |
| 10è                           | Finn Fisher-Black             | UAE Team Emirates             | + 24' 25"                     |                               |

| Classificació per equips | Classificació per equips | Classificació per equips | Classificació per equips |
| Equip                    | Equip                    | Temps                    |                          |
| ------------------------ | ------------------------ | ------------------------ | ------------------------ |
| 1r                       | UAE Team Emirates        | 48h 25' 34"              |                          |
| 2n                       | Trek-Segafredo           | + 1' 24"                 |                          |
| 3r                       | Groupama-FDJ             | + 1' 41"                 |                          |
| 4t                       | AG2R Citroën Team        | + 3' 09"                 |                          |
| 5è                       | Soudal Quick-Step        | + 5' 02"                 |                          |

| Classificació per equips | Classificació per equips | Classificació per equips | Classificació per equips |
| Equip                    | Equip                    | Temps                    |                          |
| ------------------------ | ------------------------ | ------------------------ | ------------------------ |
| 1r                       | UAE Team Emirates        | 48h 25' 34"              |                          |
| 2n                       | Trek-Segafredo           | + 1' 24"                 |                          |
| 3r                       | Groupama-FDJ             | + 1' 41"                 |                          |
| 4t                       | AG2R Citroën Team        | + 3' 09"                 |                          |
| 5è                       | Soudal Quick-Step        | + 5' 02"                 |                          |

## Evolució de les classificacions
| Etapa                  | Vencedor               | Classificació general | Classificació de la muntanya | Classificació dels esprints | Classificació dels joves | Classificació per equips |
| ---------------------- | ---------------------- | --------------------- | ---------------------------- | --------------------------- | ------------------------ | ------------------------ |
| P                      | Alberto Bettiol        | Alberto Bettiol       | no entregat                  | no entregat                 | Magnus Sheffield         | Alpecin-Deceuninck       |
| 1                      | Phil Bauhaus           | Alberto Bettiol       | Luke Plapp                   | Phil Bauhaus                | Magnus Sheffield         | Intermarché-Circus-Wanty |
| 2                      | Rohan Dennis           | Rohan Dennis          | Jay Vine                     | Caleb Ewan                  | Magnus Sheffield         | Alpecin-Deceuninck       |
| 3                      | Pello Bilbao           | Jay Vine              | Jay Vine                     | Michael Matthews            | Magnus Sheffield         | UAE Team Emirates        |
| 4                      | Bryan Coquard          | Jay Vine              | Mikkel Honoré                | Michael Matthews            | Magnus Sheffield         | UAE Team Emirates        |
| 5                      | Simon Yates            | Jay Vine              | Mikkel Honoré                | Michael Matthews            | Magnus Sheffield         | UAE Team Emirates        |
| Classificacions finals | Classificacions finals | Jay Vine              | Mikkel Honoré                | Michael Matthews            | Magnus Sheffield         | UAE Team Emirates        |

## Llista de participants
| Team Jayco AlUla JAY | Team Jayco AlUla JAY   | Team Jayco AlUla JAY |
| -------------------- | ---------------------- | -------------------- |
| Núm                  | Ciclista               | Pos                  |
| 1                    | Michael Matthews (AUS) | 43è                  |
| 2                    | Simon Yates (GBR)      | 2n                   |
| 3                    | Luke Durbridge (AUS)   | 102è                 |
| 4                    | Lucas Hamilton (AUS)   | 54è                  |
| 5                    | Michael Hepburn (AUS)  | 75è                  |
| 6                    | Chris Harper (AUS)     | NP-2                 |
| 7                    | Campbell Stewart (NZL) | 96è                  |

| AG2R Citroën Team ACT | AG2R Citroën Team ACT | AG2R Citroën Team ACT |
| --------------------- | --------------------- | --------------------- |
| Núm                   | Ciclista              | Pos                   |
| 11                    | Ben O'Connor (AUS)    | 6è                    |
| 12                    | Alex Baudin (FRA)     | 26è                   |
| 13                    | Dorian Godon (FRA)    | 24è                   |
| 14                    | Paul Lapeira (FRA)    | 58è                   |
| 15                    | Nans Peters (FRA)     | 27è                   |
| 16                    | Michael Schär (SUI)   | 62è                   |
| 17                    | Damien Touzé (FRA)    | 42è                   |

| Astana Qazaqstan Team AST | Astana Qazaqstan Team AST   | Astana Qazaqstan Team AST |
| ------------------------- | --------------------------- | ------------------------- |
| Núm                       | Ciclista                    | Pos                       |
| 21                        | Luis León Sánchez Gil (ESP) | 33è                       |
| 22                        | Manuele Boaro (ITA)         | DNF-5                     |
| 23                        | Leonardo Basso (ITA)        | 120è                      |
| 24                        | Fabio Felline (ITA)         | 77è                       |
| 25                        | Dmitri Grúzdev (KAZ)        | 86è                       |
| 26                        | Martin Laas (EST)           | DNF-5                     |
| 27                        | Gianni Moscon (ITA)         | DNF-3                     |

| Bahrain Victorious TBV | Bahrain Victorious TBV              | Bahrain Victorious TBV |
| ---------------------- | ----------------------------------- | ---------------------- |
| Núm                    | Ciclista                            | Pos                    |
| 31                     | Peio Bilbao López de Armentia (ESP) | 3r                     |
| 32                     | Nikias Arndt (GER)                  | 38è                    |
| 33                     | Phil Bauhaus (GER)                  | 94è                    |
| 34                     | Kamil Gradek (POL)                  | DNF-5                  |
| 35                     | Hermann Pernsteiner (AUT)           | 45è                    |
| 36                     | Cameron Scott (AUS)                 | 121è                   |
| 37                     | Jasha Sütterlin (GER)               | 65è                    |

| Trek-Segafredo TFS | Trek-Segafredo TFS           | Trek-Segafredo TFS |
| ------------------ | ---------------------------- | ------------------ |
| Núm                | Ciclista                     | Pos                |
| 41                 | Tony Gallopin (FRA)          | 32è                |
| 42                 | Filippo Baroncini (ITA)      | DNF-4              |
| 43                 | Marc Brustenga Masagué (ESP) | 76è                |
| 44                 | Asbjørn Hellemose (DEN)      | 55è                |
| 45                 | Emīls Liepiņš (LAT) (ruta)   | 46è                |
| 46                 | Natnael Tesfatsion (ERI)     | 14è                |
| 47                 | Antonio Tiberi (ITA)         | 8è                 |

| Cofidis COF | Cofidis COF           | Cofidis COF |
| ----------- | --------------------- | ----------- |
| Núm         | Ciclista              | Pos         |
| 51          | Bryan Coquard (FRA)   | 10è         |
| 52          | François Bidard (FRA) | 48è         |
| 53          | André Carvalho (POR)  | 104è        |
| 54          | Davide Cimolai (ITA)  | 109è        |
| 55          | Victor Lafay (FRA)    | 44è         |
| 56          | Alexis Renard (FRA)   | 80è         |
| 57          | Harrison Wood (GBR)   | 118è        |

| Soudal Quick-Step SOQ | Soudal Quick-Step SOQ | Soudal Quick-Step SOQ |
| --------------------- | --------------------- | --------------------- |
| Núm                   | Ciclista              | Pos                   |
| 61                    | Mattia Cattaneo (ITA) | 22è                   |
| 62                    | Stan Van Tricht (BEL) | 78è                   |
| 63                    | Dries Devenyns (BEL)  | 39è                   |
| 64                    | James Knox (GBR)      | DQ-1                  |
| 65                    | Mauro Schmid (SUI)    | 5è                    |
| 66                    | Jannik Steimle (GER)  | 107è                  |
| 67                    | Martin Svrček (SVK)   | DNF-5                 |

| Alpecin-Deceuninck ADC | Alpecin-Deceuninck ADC | Alpecin-Deceuninck ADC |
| ---------------------- | ---------------------- | ---------------------- |
| Núm                    | Ciclista               | Pos                    |
| 71                     | Kaden Groves (AUS)     | 36è                    |
| 72                     | Jensen Plowright (AUS) | DNF-5                  |
| 73                     | Robert Stannard (AUS)  | 57è                    |
| 74                     | Sam Gaze (NZL)         | 93è                    |
| 75                     | Senne Leysen (BEL)     | 116è                   |
| 76                     | Oscar Riesebeek (NED)  | 95è                    |
| 77                     | Michael Gogl (AUT)     | 73è                    |

| Groupama-FDJ GFC | Groupama-FDJ GFC      | Groupama-FDJ GFC |
| ---------------- | --------------------- | ---------------- |
| Núm              | Ciclista              | Pos              |
| 81               | Michael Storer (AUS)  | 40è              |
| 82               | Miles Scotson (AUS)   | 67è              |
| 83               | Lorenzo Germani (ITA) | 112è             |
| 84               | Reuben Thompson (NZL) | 23è              |
| 85               | Laurence Pithie (NZL) | 106è             |
| 86               | Paul Penhoët (FRA)    | 29è              |
| 87               | Rudy Molard (FRA)     | 12è              |

| Ineos Grenadiers IGD | Ineos Grenadiers IGD       | Ineos Grenadiers IGD |
| -------------------- | -------------------------- | -------------------- |
| Núm                  | Ciclista                   | Pos                  |
| 91                   | Geraint Thomas (GBR)       | 88è                  |
| 92                   | Ethan Hayter (GBR) (crono) | 18è                  |
| 93                   | Leo Hayter (GBR)           | 56è                  |
| 94                   | Kim Heiduk (GER)           | 79è                  |
| 95                   | Lucas Plapp (AUS) (ruta)   | 53è                  |
| 96                   | Magnus Sheffield (USA)     | 4t                   |
| 97                   | Ben Swift (GBR)            | 70è                  |

| Intermarché-Circus-Wanty ICW | Intermarché-Circus-Wanty ICW | Intermarché-Circus-Wanty ICW |
| ---------------------------- | ---------------------------- | ---------------------------- |
| Núm                          | Ciclista                     | Pos                          |
| 101                          | Sven Erik Bystrøm (NOR)      | 7è                           |
| 102                          | Julius Johansen (DEN)        | 83è                          |
| 103                          | Hugo Page (FRA)              | 19è                          |
| 104                          | Gerben Thijssen (BEL)        | DNF-5                        |
| 105                          | Taco van der Hoorn (NED)     | 110è                         |
| 106                          | Boy van Poppel (NED)         | DNF-5                        |
| 107                          | Dion Smith (NZL)             | 52è                          |

| Jumbo-Visma TJV | Jumbo-Visma TJV        | Jumbo-Visma TJV |
| --------------- | ---------------------- | --------------- |
| Núm             | Ciclista               | Pos             |
| 111             | Rohan Dennis (AUS)     | 50è             |
| 112             | Robert Gesink (NED)    | DNF-1           |
| 113             | Lennard Hofstede (NED) | 68è             |
| 114             | Timo Roosen (NED)      | 61è             |
| 115             | Milan Vader (NED)      | 25è             |
| 116             | Tim Van Dijke (NED)    | 66è             |
| 117             | Jos van Emden (NED)    | 74è             |

| Movistar Team MOV | Movistar Team MOV             | Movistar Team MOV |
| ----------------- | ----------------------------- | ----------------- |
| Núm               | Ciclista                      | Pos               |
| 121               | Gorka Izagirre Insausti (ESP) | 9è                |
| 122               | Imanol Erviti Ollo (ESP)      | 49è               |
| 123               | Johan Jacobs (SUI)            | 92è               |
| 124               | Iván Romeo Abad (ESP)         | 41è               |
| 125               | Sergio Samitier (ESP)         | 101è              |
| 126               | Lluís Mas Bonet (ESP)         | 72è               |

| Team DSM DSM | Team DSM DSM           | Team DSM DSM |
| ------------ | ---------------------- | ------------ |
| Núm          | Ciclista               | Pos          |
| 131          | Chris Hamilton (AUS)   | 31è          |
| 132          | Matthew Dinham (AUS)   | 59è          |
| 133          | Patrick Bevin (NZL)    | DNF-1        |
| 134          | Romain Combaud (FRA)   | 97è          |
| 135          | Tim Naberman (NED)     | 108è         |
| 136          | Marius Mayrhofer (GER) | 21è          |
| 137          | Martijn Tusveld (NED)  | 69è          |

| UAE Team Emirates UAD | UAE Team Emirates UAD   | UAE Team Emirates UAD |
| --------------------- | ----------------------- | --------------------- |
| Núm                   | Ciclista                | Pos                   |
| 141                   | Jay Vine (AUS) (crono)  | 1r                    |
| 142                   | George Bennett (NZL)    | 15è                   |
| 143                   | Marc Hirschi (SUI)      | 11è                   |
| 144                   | Sjoerd Bax (NED)        | 85è                   |
| 145                   | Alessandro Covi (ITA)   | 64è                   |
| 146                   | Michael Vink (NZL)      | 63è                   |
| 147                   | Finn Fisher-Black (NZL) | 98è                   |

| Arkéa-Samsic ARK | Arkéa-Samsic ARK       | Arkéa-Samsic ARK |
| ---------------- | ---------------------- | ---------------- |
| Núm              | Ciclista               | Pos              |
| 151              | Ewen Costiou (FRA)     | 99è              |
| 152              | Mathis Le Berre (FRA)  | 105è             |
| 153              | Élie Gesbert (FRA)     | 20è              |
| 154              | Hugo Hofstetter (FRA)  | 87è              |
| 155              | Kévin Ledanois (FRA)   | 30è              |
| 156              | Łukasz Owsian (POL)    | 81è              |
| 157              | Alessandro Verre (ITA) | 82è              |

| EF Education-EasyPost EFE | EF Education-EasyPost EFE   | EF Education-EasyPost EFE |
| ------------------------- | --------------------------- | ------------------------- |
| Núm                       | Ciclista                    | Pos                       |
| 161                       | Alberto Bettiol (ITA)       | 37è                       |
| 162                       | Mikkel Frølich Honoré (DEN) | 84è                       |
| 163                       | Jens Keukeleire (BEL)       | 47è                       |
| 164                       | Sean Quinn (USA)            | 60è                       |
| 165                       | Jonas Rutsch (GER)          | 35è                       |
| 166                       | Thomas Scully (NZL)         | 115è                      |
| 167                       | Łukasz Wiśniowski (POL)     | 114è                      |

| Bora-Hansgrohe BOH | Bora-Hansgrohe BOH          | Bora-Hansgrohe BOH |
| ------------------ | --------------------------- | ------------------ |
| Núm                | Ciclista                    | Pos                |
| 171                | Jai Hindley (AUS)           | 16è                |
| 172                | Marco Haller (AUT)          | 71è                |
| 173                | Shane Archbold (NZL)        | 111è               |
| 174                | Luis-Joe Lührs (GER)        | 103è               |
| 175                | Jordi Meeus (BEL)           | NP-2               |
| 176                | Maximilian Schachmann (GER) | 51è                |
| 177                | Giovanni Aleotti (ITA)      | 17è                |

| Israel-Premier Tech IPT | Israel-Premier Tech IPT  | Israel-Premier Tech IPT |
| ----------------------- | ------------------------ | ----------------------- |
| Núm                     | Ciclista                 | Pos                     |
| 181                     | Christopher Froome (GBR) | 117è                    |
| 182                     | Daryl Impey (RSA)        | 89è                     |
| 183                     | Simon Clarke (AUS)       | 91è                     |
| 184                     | Corbin Strong (NZL)      | 28è                     |
| 185                     | Taj Jones (AUS)          | DNF-5                   |
| 186                     | Sebastian Berwick (AUS)  | 13è                     |
| 187                     | Derek Gee (CAN)          | 34è                     |

| UniSA-Australia AUS | UniSA-Australia AUS   | UniSA-Australia AUS |
| ------------------- | --------------------- | ------------------- |
| Núm                 | Ciclista              | Pos                 |
| 191                 | Caleb Ewan (AUS)      | 100è                |
| 192                 | Jarrad Drizners (AUS) | 90è                 |
| 193                 | Graeme Frislie (AUS)  | NP-2                |
| 194                 | Conor Leahy (AUS)     | NP-2                |
| 195                 | Zac Marriage (AUS)    | 119è                |
| 196                 | James Moriarty (AUS)  | DNF-2               |
| 197                 | Liam Walsh (AUS)      | 113è                |

| Team Jayco AlUla JAY | Team Jayco AlUla JAY   | Team Jayco AlUla JAY |
| -------------------- | ---------------------- | -------------------- |
| Núm                  | Ciclista               | Pos                  |
| 1                    | Michael Matthews (AUS) | 43è                  |
| 2                    | Simon Yates (GBR)      | 2n                   |
| 3                    | Luke Durbridge (AUS)   | 102è                 |
| 4                    | Lucas Hamilton (AUS)   | 54è                  |
| 5                    | Michael Hepburn (AUS)  | 75è                  |
| 6                    | Chris Harper (AUS)     | NP-2                 |
| 7                    | Campbell Stewart (NZL) | 96è                  |

| AG2R Citroën Team ACT | AG2R Citroën Team ACT | AG2R Citroën Team ACT |
| --------------------- | --------------------- | --------------------- |
| Núm                   | Ciclista              | Pos                   |
| 11                    | Ben O'Connor (AUS)    | 6è                    |
| 12                    | Alex Baudin (FRA)     | 26è                   |
| 13                    | Dorian Godon (FRA)    | 24è                   |
| 14                    | Paul Lapeira (FRA)    | 58è                   |
| 15                    | Nans Peters (FRA)     | 27è                   |
| 16                    | Michael Schär (SUI)   | 62è                   |
| 17                    | Damien Touzé (FRA)    | 42è                   |

| Astana Qazaqstan Team AST | Astana Qazaqstan Team AST   | Astana Qazaqstan Team AST |
| ------------------------- | --------------------------- | ------------------------- |
| Núm                       | Ciclista                    | Pos                       |
| 21                        | Luis León Sánchez Gil (ESP) | 33è                       |
| 22                        | Manuele Boaro (ITA)         | DNF-5                     |
| 23                        | Leonardo Basso (ITA)        | 120è                      |
| 24                        | Fabio Felline (ITA)         | 77è                       |
| 25                        | Dmitri Grúzdev (KAZ)        | 86è                       |
| 26                        | Martin Laas (EST)           | DNF-5                     |
| 27                        | Gianni Moscon (ITA)         | DNF-3                     |

| Bahrain Victorious TBV | Bahrain Victorious TBV              | Bahrain Victorious TBV |
| ---------------------- | ----------------------------------- | ---------------------- |
| Núm                    | Ciclista                            | Pos                    |
| 31                     | Peio Bilbao López de Armentia (ESP) | 3r                     |
| 32                     | Nikias Arndt (GER)                  | 38è                    |
| 33                     | Phil Bauhaus (GER)                  | 94è                    |
| 34                     | Kamil Gradek (POL)                  | DNF-5                  |
| 35                     | Hermann Pernsteiner (AUT)           | 45è                    |
| 36                     | Cameron Scott (AUS)                 | 121è                   |
| 37                     | Jasha Sütterlin (GER)               | 65è                    |

| Trek-Segafredo TFS | Trek-Segafredo TFS           | Trek-Segafredo TFS |
| ------------------ | ---------------------------- | ------------------ |
| Núm                | Ciclista                     | Pos                |
| 41                 | Tony Gallopin (FRA)          | 32è                |
| 42                 | Filippo Baroncini (ITA)      | DNF-4              |
| 43                 | Marc Brustenga Masagué (ESP) | 76è                |
| 44                 | Asbjørn Hellemose (DEN)      | 55è                |
| 45                 | Emīls Liepiņš (LAT) (ruta)   | 46è                |
| 46                 | Natnael Tesfatsion (ERI)     | 14è                |
| 47                 | Antonio Tiberi (ITA)         | 8è                 |

| Cofidis COF | Cofidis COF           | Cofidis COF |
| ----------- | --------------------- | ----------- |
| Núm         | Ciclista              | Pos         |
| 51          | Bryan Coquard (FRA)   | 10è         |
| 52          | François Bidard (FRA) | 48è         |
| 53          | André Carvalho (POR)  | 104è        |
| 54          | Davide Cimolai (ITA)  | 109è        |
| 55          | Victor Lafay (FRA)    | 44è         |
| 56          | Alexis Renard (FRA)   | 80è         |
| 57          | Harrison Wood (GBR)   | 118è        |

| Soudal Quick-Step SOQ | Soudal Quick-Step SOQ | Soudal Quick-Step SOQ |
| --------------------- | --------------------- | --------------------- |
| Núm                   | Ciclista              | Pos                   |
| 61                    | Mattia Cattaneo (ITA) | 22è                   |
| 62                    | Stan Van Tricht (BEL) | 78è                   |
| 63                    | Dries Devenyns (BEL)  | 39è                   |
| 64                    | James Knox (GBR)      | DQ-1                  |
| 65                    | Mauro Schmid (SUI)    | 5è                    |
| 66                    | Jannik Steimle (GER)  | 107è                  |
| 67                    | Martin Svrček (SVK)   | DNF-5                 |

| Alpecin-Deceuninck ADC | Alpecin-Deceuninck ADC | Alpecin-Deceuninck ADC |
| ---------------------- | ---------------------- | ---------------------- |
| Núm                    | Ciclista               | Pos                    |
| 71                     | Kaden Groves (AUS)     | 36è                    |
| 72                     | Jensen Plowright (AUS) | DNF-5                  |
| 73                     | Robert Stannard (AUS)  | 57è                    |
| 74                     | Sam Gaze (NZL)         | 93è                    |
| 75                     | Senne Leysen (BEL)     | 116è                   |
| 76                     | Oscar Riesebeek (NED)  | 95è                    |
| 77                     | Michael Gogl (AUT)     | 73è                    |

| Groupama-FDJ GFC | Groupama-FDJ GFC      | Groupama-FDJ GFC |
| ---------------- | --------------------- | ---------------- |
| Núm              | Ciclista              | Pos              |
| 81               | Michael Storer (AUS)  | 40è              |
| 82               | Miles Scotson (AUS)   | 67è              |
| 83               | Lorenzo Germani (ITA) | 112è             |
| 84               | Reuben Thompson (NZL) | 23è              |
| 85               | Laurence Pithie (NZL) | 106è             |
| 86               | Paul Penhoët (FRA)    | 29è              |
| 87               | Rudy Molard (FRA)     | 12è              |

| Ineos Grenadiers IGD | Ineos Grenadiers IGD       | Ineos Grenadiers IGD |
| -------------------- | -------------------------- | -------------------- |
| Núm                  | Ciclista                   | Pos                  |
| 91                   | Geraint Thomas (GBR)       | 88è                  |
| 92                   | Ethan Hayter (GBR) (crono) | 18è                  |
| 93                   | Leo Hayter (GBR)           | 56è                  |
| 94                   | Kim Heiduk (GER)           | 79è                  |
| 95                   | Lucas Plapp (AUS) (ruta)   | 53è                  |
| 96                   | Magnus Sheffield (USA)     | 4t                   |
| 97                   | Ben Swift (GBR)            | 70è                  |

| Intermarché-Circus-Wanty ICW | Intermarché-Circus-Wanty ICW | Intermarché-Circus-Wanty ICW |
| ---------------------------- | ---------------------------- | ---------------------------- |
| Núm                          | Ciclista                     | Pos                          |
| 101                          | Sven Erik Bystrøm (NOR)      | 7è                           |
| 102                          | Julius Johansen (DEN)        | 83è                          |
| 103                          | Hugo Page (FRA)              | 19è                          |
| 104                          | Gerben Thijssen (BEL)        | DNF-5                        |
| 105                          | Taco van der Hoorn (NED)     | 110è                         |
| 106                          | Boy van Poppel (NED)         | DNF-5                        |
| 107                          | Dion Smith (NZL)             | 52è                          |

| Jumbo-Visma TJV | Jumbo-Visma TJV        | Jumbo-Visma TJV |
| --------------- | ---------------------- | --------------- |
| Núm             | Ciclista               | Pos             |
| 111             | Rohan Dennis (AUS)     | 50è             |
| 112             | Robert Gesink (NED)    | DNF-1           |
| 113             | Lennard Hofstede (NED) | 68è             |
| 114             | Timo Roosen (NED)      | 61è             |
| 115             | Milan Vader (NED)      | 25è             |
| 116             | Tim Van Dijke (NED)    | 66è             |
| 117             | Jos van Emden (NED)    | 74è             |

| Movistar Team MOV | Movistar Team MOV             | Movistar Team MOV |
| ----------------- | ----------------------------- | ----------------- |
| Núm               | Ciclista                      | Pos               |
| 121               | Gorka Izagirre Insausti (ESP) | 9è                |
| 122               | Imanol Erviti Ollo (ESP)      | 49è               |
| 123               | Johan Jacobs (SUI)            | 92è               |
| 124               | Iván Romeo Abad (ESP)         | 41è               |
| 125               | Sergio Samitier (ESP)         | 101è              |
| 126               | Lluís Mas Bonet (ESP)         | 72è               |

| Team DSM DSM | Team DSM DSM           | Team DSM DSM |
| ------------ | ---------------------- | ------------ |
| Núm          | Ciclista               | Pos          |
| 131          | Chris Hamilton (AUS)   | 31è          |
| 132          | Matthew Dinham (AUS)   | 59è          |
| 133          | Patrick Bevin (NZL)    | DNF-1        |
| 134          | Romain Combaud (FRA)   | 97è          |
| 135          | Tim Naberman (NED)     | 108è         |
| 136          | Marius Mayrhofer (GER) | 21è          |
| 137          | Martijn Tusveld (NED)  | 69è          |

| UAE Team Emirates UAD | UAE Team Emirates UAD   | UAE Team Emirates UAD |
| --------------------- | ----------------------- | --------------------- |
| Núm                   | Ciclista                | Pos                   |
| 141                   | Jay Vine (AUS) (crono)  | 1r                    |
| 142                   | George Bennett (NZL)    | 15è                   |
| 143                   | Marc Hirschi (SUI)      | 11è                   |
| 144                   | Sjoerd Bax (NED)        | 85è                   |
| 145                   | Alessandro Covi (ITA)   | 64è                   |
| 146                   | Michael Vink (NZL)      | 63è                   |
| 147                   | Finn Fisher-Black (NZL) | 98è                   |

| Arkéa-Samsic ARK | Arkéa-Samsic ARK       | Arkéa-Samsic ARK |
| ---------------- | ---------------------- | ---------------- |
| Núm              | Ciclista               | Pos              |
| 151              | Ewen Costiou (FRA)     | 99è              |
| 152              | Mathis Le Berre (FRA)  | 105è             |
| 153              | Élie Gesbert (FRA)     | 20è              |
| 154              | Hugo Hofstetter (FRA)  | 87è              |
| 155              | Kévin Ledanois (FRA)   | 30è              |
| 156              | Łukasz Owsian (POL)    | 81è              |
| 157              | Alessandro Verre (ITA) | 82è              |

| EF Education-EasyPost EFE | EF Education-EasyPost EFE   | EF Education-EasyPost EFE |
| ------------------------- | --------------------------- | ------------------------- |
| Núm                       | Ciclista                    | Pos                       |
| 161                       | Alberto Bettiol (ITA)       | 37è                       |
| 162                       | Mikkel Frølich Honoré (DEN) | 84è                       |
| 163                       | Jens Keukeleire (BEL)       | 47è                       |
| 164                       | Sean Quinn (USA)            | 60è                       |
| 165                       | Jonas Rutsch (GER)          | 35è                       |
| 166                       | Thomas Scully (NZL)         | 115è                      |
| 167                       | Łukasz Wiśniowski (POL)     | 114è                      |

| Bora-Hansgrohe BOH | Bora-Hansgrohe BOH          | Bora-Hansgrohe BOH |
| ------------------ | --------------------------- | ------------------ |
| Núm                | Ciclista                    | Pos                |
| 171                | Jai Hindley (AUS)           | 16è                |
| 172                | Marco Haller (AUT)          | 71è                |
| 173                | Shane Archbold (NZL)        | 111è               |
| 174                | Luis-Joe Lührs (GER)        | 103è               |
| 175                | Jordi Meeus (BEL)           | NP-2               |
| 176                | Maximilian Schachmann (GER) | 51è                |
| 177                | Giovanni Aleotti (ITA)      | 17è                |

| Israel-Premier Tech IPT | Israel-Premier Tech IPT  | Israel-Premier Tech IPT |
| ----------------------- | ------------------------ | ----------------------- |
| Núm                     | Ciclista                 | Pos                     |
| 181                     | Christopher Froome (GBR) | 117è                    |
| 182                     | Daryl Impey (RSA)        | 89è                     |
| 183                     | Simon Clarke (AUS)       | 91è                     |
| 184                     | Corbin Strong (NZL)      | 28è                     |
| 185                     | Taj Jones (AUS)          | DNF-5                   |
| 186                     | Sebastian Berwick (AUS)  | 13è                     |
| 187                     | Derek Gee (CAN)          | 34è                     |

| UniSA-Australia AUS | UniSA-Australia AUS   | UniSA-Australia AUS |
| ------------------- | --------------------- | ------------------- |
| Núm                 | Ciclista              | Pos                 |
| 191                 | Caleb Ewan (AUS)      | 100è                |
| 192                 | Jarrad Drizners (AUS) | 90è                 |
| 193                 | Graeme Frislie (AUS)  | NP-2                |
| 194                 | Conor Leahy (AUS)     | NP-2                |
| 195                 | Zac Marriage (AUS)    | 119è                |
| 196                 | James Moriarty (AUS)  | DNF-2               |
| 197                 | Liam Walsh (AUS)      | 113è                |